# Лёвиха
Лёвиха (до 1935 — Лёвихинский Рудник) — посёлок в Кировградском муниципальном округе Свердловской области. С 1935 по 2004 год Лёвиха имела статус рабочего посёлка (посёлка городского типа).

## География
Лёвиха расположена на восточном склоне Среднего Урала, к востоку от хребта Весёлые горы. Посёлок располагается в густой лесистой местности неподалёку от Черноисточинского и Ленёвского водохранилищ, находясь к югу от перешейка между ними.
Поселение находится к северу от областного города Екатеринбурга и к югу от города Нижнего Тагила. Расстояние до центра городского округа — города Кировграда — 32 километра, до ближайшей железнодорожной остановки — обгонного пункта Быньговского в одноимённом посёлке — 12 километров. Ближайшие города — Невьянск и Кировград; ближайшие населённые пункты — посёлки Аник, Карпушиха и Быньговский.

## История
Посёлок Лёвиха был основан в 1927 году на месте Лёвихинского медного рудника в районе шахт «Лёвиха-11» и «Лёвиха-9». Датой основания посёлка считается 1 октября 1927 года, когда шахта «Лёвиха-I» выдала первый медный колчедан. Первая улица в посёлке появилась в 1929 году. В 1935 году Лёвиха отнесена к категории рабочих посёлков.
В 2003 году добыча руды прекращена. Шахты затоплены. Однако вытекающие из затопленных шахт воды продолжают загрязнять реки. 31 декабря 2004 года в ходе реформы муниципального управления Свердловской области статус посёлка городского типа Лёвиха был понижен до посёлка.

## Население
| 1959 | 1970  | 1979  | 1989  | 2002  | 2010  |
| ---- | ----- | ----- | ----- | ----- | ----- |
| 9280 | ↘6392 | ↘5433 | ↘4349 | ↘3510 | ↘2881 |

## Известные уроженцы, жители
В Лёвихе родился Павел Александрович Щинников — русский учёный, доктор технических наук, профессор кафедры тепловых электрических станций Новосибирского государственного технического университета.

## Инфраструктура
В Лёвихе есть поликлиника и станция скорой помощи, пожарная часть и полицейский участок, отделения «Почты России» и Сбербанка. Действуют котельная и очистные сооружения. Имеются продовольственные и хозяйственные магазины.
В Лёвихе есть Дворец культуры «Горняк» с библиотекой, небольшой стадион и парк культуры и отдыха и мемориал в честь погибших в Великой Отечественной войны. В 2015 году строительство православного храма Казанской иконы Божией Матери на базе заброшенного больничного корпуса. В посёлке работают общеобразовательная школа № 17 и два детских сада.

## Транспорт
Пригородные автобусы связывают Лёвиху с Кировградом, Нижним Тагилом и Невьянском. Ранее существовало пассажирское сообщение по узкоколейной железной дороге с Кировградом (станция Узловая), которая ныне разобрана.